# Lháň
Lháň je malá vesnice, část obce Radim v okrese Jičín. Nachází se asi 1,5 km na severozápad od Radimi. V roce 2009 zde bylo evidováno 19 adres. V roce 2001 zde trvale žili čtyři obyvatelé
Lháň je také název katastrálního území o rozloze 2,9 km2.